# Топола
Топола (серб. Топола, Topola, «тополь») — город в Сербии. Административный центр общины Топола Шумадийского округа.

## История
Является фамильным городом-памятником династии Карагеоргиевичей: Топола выстроена и укреплена родоначальником династии Карагеоргием в конце XVIII века, здесь он был провозглашён вождем Первого сербского восстания в 1804 году, в дальнейшем этот город был главным опорным пунктом восставшей Сербии. В 1814 году Топола была серьёзно разрушена османами, но затем восстановлена последующими поколениями Карагеоргиевичей.

## Достопримечательности
Церковь святого Георгия (известная как Опленац, 1910—1912) является фамильной усыпальницей Карагеоргиевичей. В 2013 году в неё был перенесён прах умерших в эмиграции членов югославского королевского дома, в том числе короля Петра II.
Сохранился Никольский монастырь (1425), старый город XIX века и постройки времён королевской Сербии и Югославии XX века. Популярный центр виноделия.